# Podopinae
Podopinae – podrodzina pluskwiaków różnoskrzydłych z rodziny tarczówkowatych.
Pluskwiaki te mają pięcioczłonowe lub czteroczłonowe czułki osadzone na dostrzegalnych w widoku grzbietowym wzgórkach. Oczy złożone są silnie wyłupiaste. Aparat gębowy ma kłujkę o pierwszym członie nie dłuższym niż bukule, osadzoną przed linią poprowadzoną stycznie do przednich krawędzi oczu, sięgającą daleko poza przednią parę bioder. Boczne krawędzie ich przedplecza zwykle uzbrojone są w ząbki lub guzki. Tułów ma tarczkę w kształcie szerokiego języczka, nakrywającego znaczną część półpokryw i sięgającego do końca lub prawie do końca odwłoka, czym przypominać mogą nieco żółwinkowate. Ich frena jest dobrze wykształcona, ale krótsza niż ćwierć długości tarczki. Użyłkowanie tylnej pary skrzydeł odznacza się równoległym przebiegiem żyłek: R+M i kubitalnej. Trichobotria występują na odwłoku pojedynczo. Genitalia samców cechują się rozdzielonymi na dwie gałęzie paramerami oraz częstą obecnością przydatków na ogonowo-bocznej krawędzi pygoforu.
Przedstawiciele podrodziny są szeroko rozprzestrzenieni na świecie. Liczne gatunki związane są z siedliskami podmokłymi i błotnistymi, a niektóre przylatują do sztucznych źródeł światła. Wśród przedstawicieli rodzaju Scotinophora znajdują się afrykańskie i azjatyckie szkodniki ryżu. 
Do 2011 roku opisano 249 gatunków z 64 rodzajów z tej podrodziny. W Polsce stwierdzono tylko: strojnicę włoską i tarczkownika młotnika.
Podopinae dzieli się na 5 plemion: Brachycerocorini, Deroploini, Graphosomatini, Podopini i Tarisini. Ponadto 4 rodzajów nie zaliczono do żadnego z nich: Cyptocoris, Eobanus, Kundelungua, Neocazira.